# Stenosophrops longicornis
Stenosophrops longicornis är en skalbaggsart som beskrevs av Shuhei Nomura 1977. Stenosophrops longicornis ingår i släktet Stenosophrops och familjen Melolonthidae. Inga underarter finns listade i Catalogue of Life.